# Czerwoni (film)
Czerwoni (ang. Reds) – amerykański dramat filmowy z 1981. Otrzymał 12 nominacji do Oscara i zdobył trzy statuetki: za reżyserię (Warren Beatty), zdjęcia (Vittorio Storaro) oraz dla najlepszej aktorki drugoplanowej (Maureen Stapleton).

## Fabuła
Film opowiada historię życia amerykańskiego dziennikarza Johna Reeda – komunisty, naocznego świadka Rewolucji październikowej w Rosji, autora książki „Dziesięć dni które wstrząsnęły światem”. Opowieść fabularna przedzielona jest wywiadami z amerykańskimi intelektualistami, świadkami epoki, wśród których są m.in. pisarz Henry Miller, historyk Will Durant, kongresmen Hamilton Fish, malarz Andrew Dasburg, aktor George Jessel, dziennikarki Adela Rogers St. Johns i Rebecca West.

## Obsada
- Warren Beatty – John Reed
- Diane Keaton – Louise Bryant
- Jack Nicholson – Eugene O’Neill
- Gene Hackman – Pete Van Wherry
- Jerzy Kosiński – Grigorij Zinowjew
- Edward Herrmann – Max Eastman
- Paul Sorvino – Louis Fraina
- Maureen Stapleton – Emma Goldman
- Nicolas Coster – Paul Trullinger
- Ian Wolfe – Pan Partlow